# Серантони, Пьетро
Пье́тро Серанто́ни (итал. Pietro Serantoni; 12 декабря 1906, Венеция — 6 октября 1964) — итальянский футболист, играл на позиции опорного, крайнего и атакующего полузащитника. Чемпион мира 1938 года.

## Карьера
Пьетро Серантони начал карьеру в клубе «Минерва», играющем во втором дивизионе, эта команда была составлена из проходящих обязательную военную службу игроков, базировалась в Милане. После того, как Серантони отслужил свой «срок», его пригласили в клуб «Интернационале», предложив выгодную, по тем временам, зарплату 300 лир, его первая игра состоялась 24 февраля 1929 года, матч проходил в Брешии, где «Интер» встречался с одноимённым клубом, сыграв в нулевую ничью. В сезоне 1929/30 итальянское первенство было расформировано, вместо неё появилась серия А, в которой Серантони дебютировал 6 октября 1929 года с Ливорно («гостевая» победа «Интера» 2:1), в том же сезоне Серантони, вместе с «Интером», побеждает в чемпионате Италии. Во время игры за «Интер», Серантони 12 февраля 1933 года дебютировал в сборной Италии в матче с Бельгией, завершившимся победой итальянцев 3:2.
В 1934 году Серантони был приобретён «Ювентусом» за 65 тыс. лир. Серантони дебютировал в составе «Юве» 7 января 1934 года в матче кубка Митропы с «Уйпештом», завершившимся победой «Ювентуса» 3:1. В составе «Старой Синьоры» Серантони выиграл чемпионат Италии в 1935 году, но в том же сезоне, он получил травму мениска. На следующий год Серантони вернулся на поле, но уже не показывал высокого класса игры, и клуб принял решение продать игрока в «Рому»

«Моё несчастье было удачливым. В другом клубе я был бы вынужден прекратить играть, но в „Ювентусе“ было не так. Он позаботился обо мне, вылечил, но потом передал меня в „Рому“. Возможно, он не верил в чудо.»

В «Роме» Серантони дебютировал в матче с клубом «Виенна», который его клуб проиграл 1:3. В том же году он играл в матче сборных Италии и Германии, в Берлине он сломал большой палец правой ноги, однако не ушёл с поля, а перешёл на фланг полузащиты, и лишь просил Поццо, чтобы тот говорил, сколько времени осталось до окончания игры, уже после её окончания, немецкий врач, осматривавший Серантони сказал, что не знал ни одного человека, который был бы таким же стойким. В 1938 году он поехал в составе национальной сборной на Чемпионат мира, где провёл все 4 матча, а итальянцы стали лучшей командой мира. Витторио Поццо, главный тренер сборной, считал Серантони одним из лучших игроков его команды на турнире: «Серантони не исключительный дриблёр. Он — наиболее важный боец, в трудных ситуациях таща всю команду на борьбу.» Серантони принял решение завершить карьеру игрока, спустя два года после чемпионата мира.
После окончания карьеры игрока, Серантони начал работу тренера, сначала он проработал в «Падове», а затем в «Роме», с которой он вылетел в серию В. Умер Пьетро Серантони 6 октября 1964 года, от опухоли мозга.

## Достижения
- Чемпион Италии: 1930, 1935
- Чемпион мира: 1938